# DJ Crazy Toones
Lamar Dupree Calhoun, dit DJ Crazy Toones, est un producteur de hip-hop et DJ américain né le 29 janvier 1971 à Houston (Texas) et mort le 9 janvier 2017 à Los Angeles (Californie).
Il est le frère du rappeur WC, avec qui il fut DJ du groupe WC & The Maad Circle en compagnie de Sir Jinx et de Coolio.

## Biographie
DJ Crazy Toones est mort d'un arrêt cardiaque le 9 janvier 2017 à Los Angeles (Californie).